# Musicana
Musicana foi um projeto dos estúdios Disney, atualmente cancelado, considerado durante a década de 1970 pelos ilustradores Wolfgang Reitherman e Mel Shaw como uma continuação para a animação Fantasia. Ainda que o filme nunca tenha sido produzido, diversas artes conceituais chegaram a ser elaboradas para alguns de seus possíveis segmentos, muitas produzidas por John Lasseter, então no início de sua carreira. O projeto foi cancelado devido a restrições orçamentárias em favor dos longas The Black Cauldron e Mickey's Christmas Carol. Um documentário sobre esta obra não-realizada consta na edição de 2010 de Fantasia.

## Proposta de seqüências
A ideia principal era elaborar sequências que se passassem em regiões do globo ou mesmo em países específicos, acompanhadas por uma composição e/ou compositor diretamente relacionados.

### África
Chamada preliminarmente de "The Rain God", a sequência parte de um pequeno macaco que roubaria um diamante do deus da chuva e enfrentaria, a partir dessa situação, uma série de peripécias.

### América Latina
Nesta sequência, diversos temas inspirados nos folclores inca e asteca, possivelmente utilizando canção da soprano peruana Yma Sumac, a quem Walt Disney conheceu pessoalmente antes de se tornar uma cantora internacionalmente conhecida. Em algumas das artes conceituais que chegaram a ser elaboradas, pode-se ver o deus Quetzalcóatl.

### Arábia
Sob a temática árabe, a obra do compositor russo Rimsky-Korsakov intitulada Scheherazade traz música às cenas clássicas do livro As Mil e Uma Noites, em especial o conto de Ali Babá e os Quarenta Ladrões.

### China
Desta vez a sequência remete à China e é protagonizada pelo próprio Mickey Mouse, que na primeira versão de Fantasia apareceu como o Aprendiz de Feiticeiro. Intitulada como "The Emperor's Nightingale", ela toma como base o conto de fadas "O Rouxinol", publicado por Hans Christian Andersen, .

### Estados Unidos
Nesta sequência, um grupo de sapos, dois deles baseados em Louis Armstrong e Ella Fitzgerald, tocam jazz no sul dos EUA, até que a passagem de uma grande embarcação a vapor movimenta toda a cena, levando-os às margens do rio.

### Finlândia
Nesta sequência, uma composição do compositor finlandês Jean Sibelius, um dos mais populares do final do Século XIX e início do século XX.